# H–58
A H–58 lokátorromboló rakéta, melyet a H–28 leváltására fejlesztettek ki a Szovjetunióban.